# Ducrot SLD
Le Ducrot SLD, était un ambitieux prototype  de chasseur monoplace biplan conçu en 1918 par les ingénieurs Manlio Stiavelli (it) et Guido Luzzatti pour la société italienne Vittorio Ducrot. Il fut pensé pour inaugurer une production d’avions originaux après une expérience de cette entreprise dans les hydravions. Doté d’un moteur Hispano-Suiza de 200 chevaux, d’une structure monocoque en contreplaqué et d’une conception axée sur l’aérodynamisme, cet appareil léger et rapide, capable d’atteindre 300 km/h, n’a cependant jamais dépassé le stade des essais, faute de commande du Corpo Aeronautico Militare. Il restera donc resta un projet abandonné avec un prototype unique marqué par un  développement tardif (fin de la Première Guerre mondiale).

## Historique
- Février 1916 : Lancement de la fabrication d'hydravions par la société Vittorio Ducrot.
- Octobre 1918 : Début des essais du Ducrot SLD.
- 1918 : L'année de conception du Ducrot SLD, le modèle n'a pas eu l'opportunité de participer à la guerre, car trop tardif[1].

## Caractéristiques
| Catégorie                          | Caractéristique                                           |
| ---------------------------------- | --------------------------------------------------------- |
| Développeur                        | Vittorio Ducrot                                           |
| Pays                               | Italie                                                    |
| Premier vol                        | Octobre 1918                                              |
| Type                               | Avion de chasse (prototype, non armé)                     |
| Envergure                          | 9,00 m                                                    |
| Longueur                           | 6,20 m                                                    |
| Hauteur                            | 2,42 m                                                    |
| Surface alaire                     | 22,00 m²                                                  |
| Poids à vide                       | 610 kg                                                    |
| Poids en charge (décollage normal) | 810 kg                                                    |
| Moteur                             | Hispano-Suiza 35 (1 moteur)                               |
| Puissance                          | 200 chevaux (147 kW)                                      |
| Vitesse maximale                   | 300 km/h                                                  |
| Vitesse de croisière               | 275 km/h                                                  |
| Durée de vol                       | 2 heures et 15 minutes                                    |
| Taux de montée                     | 500 m/min                                                 |
| Équipage                           | 1 personne                                                |
| Armement prévu (non installé)      | 2 x Vickers de 7,7 mm (mitrailleuses synchronisées avant) |